# Peter Sunde
Peter Sunde Kolmisoppi (født 13. september 1978 i Uddevalla; også kendt under aliaset brokep) er en norsk-finsk dataspecialist og en af personerne som fronter BitTorrent–websitet The Pirate Bay. Han er bror til Mats Kolmisoppi.
Sunde har baggrund som IT-specialist og blev i 00'erne involveret i  piratbevægelsen, og blev aktiv i Piratbyrån og The Pirate Bay. Sunde blev på et tidspunkt The Pirate Bays talsmand.
Den 31. januar 2008 blev Sunde sammen med Fredrik Neij, Gottfrid Svartholm og Carl Lundström tiltalt i Sverige for medvirken og forberedelse til ophavsretskrænkeler via The Pirate Bay. Den 17. april 2009 blev de fire hver især idømt  et års fængsel, samt totalt 30 millioner svenske kroner i  erstatning til de musik-, film- og pladeselskaber, der  fremsatte krav under søgsmålet. 
Han har stillet op til Europa-Parlamentet for Finlands Piratparti. Få dage efter valget blev Sunde den 31. maj 2014 anholdt  nær Malmö, Sverige.

## Udvikling af betalingssystemer
Peter Sunde har sammen med Linus Olsson udviklet mikro-betalingssystemet Flattr, der giver besøgende på hjemmesider mulighed for at give små donationer til udvikleren ved at klikke på en knap "Flattr this". Efter Wikileaks' læk af intern kommunikation mellem amerikanske ambassader, besluttede en række betalingsformidlingsvirksomheder at blokere betalinger til Wikileaks. Flattr fortsatte imidlertid med at formidle penge til Wikileaks.
Den 10. juli 2013 præsenterede Peter Sunde sammen med Leif Högberg og Linus Olsson "Hemlis", en applikation, der fungerer som en lukket messaging platform, der krypterer kommunikation mellem to brugere involveret i chat.

## Eksterne links
- Wikimedia Commons har flere filer relateret til Peter Sunde

- brokep.com
- Sundes blog Arkiveret 20. februar 2009 hos  Wayback Machine